# Ronen Lev
Ronen Lev (Hebreeuws: רונן לב) (Petach Tikwa, 22 september 1968) is een Israëlische schaker met een FIDE-rating van 2414 in 2006 en 2361 in 2016. Hij is sinds 1994 een grootmeester (GM).
In 1984 en 1987 was hij nationaal jeugdkampioen schaken van Israël. In 1988 werd hij internationaal meester (IM).